# Joël Matip
Job Joël Andre Matip (sinh ngày 8 tháng 8 năm 1991) là cựu cầu thủ bóng đá người Cameroon đã thi đấu cho câu lạc bộ Liverpool tại Premier League.

## Sự nghiệp câu lạc bộ

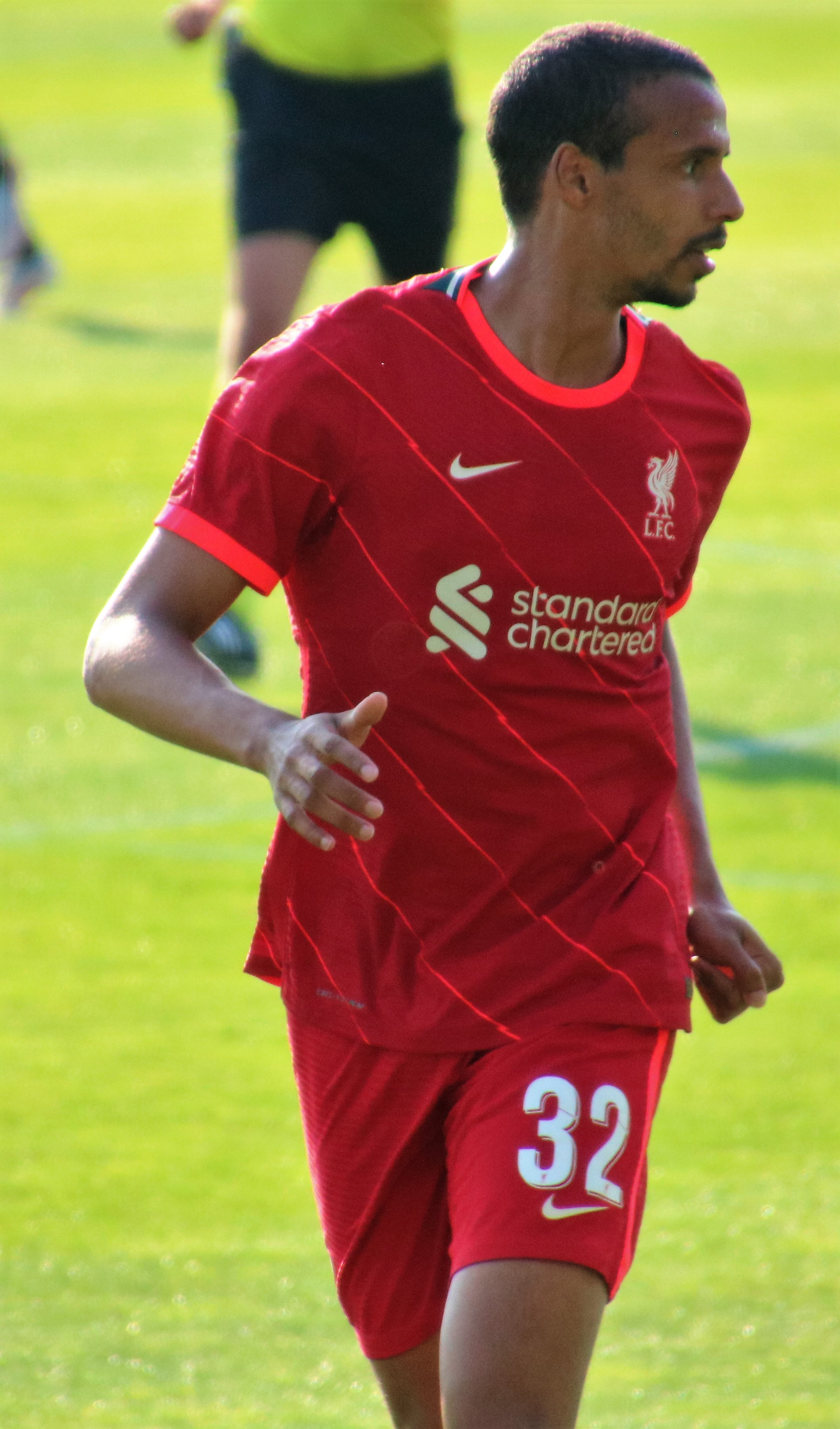
Matip trong trận Liverpool vào năm 2021.

### Schalke 04
Matip sinh ra tại Bochum và bắt đầu chơi bóng tại SC Weitmar 45 trong ba năm trước khi được các tuyển trạch viên của VfL Bochum phát hiện năm 1997. Sau nhiều năm thi đấu cho các đội trẻ của VfL Bochum, anh chuyển đến Schalke 04 vào tháng 7 năm 2000. Anh có trận đấu chính thức đầu tiên cho Schalke vào ngày 17 tháng 10 năm 2009 tại giải Fußball-Regionalliga gặp 1. FC Saarbrücken, trước khi có trận đấu đầu tiên tại Bundesliga vào ngày 7 tháng 11 năm 2009 với Bayern München, trận đấu mà anh đã ghi bàn thắng đem về trận hòa 1-1 cho Schalke. Trong mùa giải 2009-10, Matip ghi được ba bàn thắng trong 20 trận đấu.
Ngày 2 tháng 3 năm 2010, Matip ký hợp đồng mới có thời hạn ba năm rưỡi với Schalke 04. Đầu mùa giải 2010-11, việc hai trung vệ Marcelo Bordon và Heiko Westermann rời khỏi câu lạc bộ tạo điều kiện cho Matip có cơ hội đá chính thường xuyên ở vị trí sở trường cùng với Benedikt Höwedes. Ngày 5 tháng 4 năm 2011, anh có bàn thắng đầu tiên cho Schalke tại UEFA Champions League với pha ghi bàn gỡ hòa 1-1 trong trận tứ kết với Internazionale. Chung cuộc Schalke giành thắng lợi 5-2 trong trận này và lọt vào bán kết. Kết thúc mùa giải này, Matip có danh hiệu đầu tiên với Schalke là chức vô địch Cúp bóng đá Đức sau khi đánh bại MSV Duisburg trong trận chung kết.
Trong mùa giải 2011-12, Matip bị chỉ trích vì phong cách thi đấu mạo hiểm tuy nhiên anh đã có cải thiện phong độ và giữ được vị trí chính thức. Tháng 1 năm 2012, anh tiếp tục ký hợp đồng mới với Schalke có thời hạn đến năm 2016. Ngày 19 tháng 2 năm 2012, anh ghi bàn trong chiến thắng đậm 4-0 trước VfL Wolfsburg. Anh bị truất quyền thi đấu trong trận lượt đi vòng 1/16 UEFA Europa League 2011-12 với FC Twente nhưng sau đó Schalke đã kháng án thành công để anh có thể có mặt trong trận lượt về.
Ngày 29 tháng 9 năm 2012, anh ghi bàn trong trận hòa 2-2 của Schalke với Fortuna Düsseldorf. Trong trận lượt về ngày 23 tháng 2 năm 2013 với Fortuna Düsseldorf, Matip có cú đúp đầu tiên tại Bundesliga đem về chiến thắng quan trọng 2-1. Kết thúc mùa giải 2012-13, Schalke cán đích ở vị trí thứ tư tại Bundesliga.
Trong mùa giải 2013-14, Matip lần lượt có các bàn thắng trong cả hai trận hòa cùng tỉ số 3-3 với TSG 1899 Hoffenheim và Eintracht Frankfurt; tại Bundesliga. Anh cũng ghi bàn trong chiến thắng quan trọng 2-0 trước đội bóng Thụy Sĩ Basel để giúp Schalke giành quyền vượt qua vòng bảng UEFA Champions League 2013-14. Anh thi đấu tổng cộng 41 trận cho Schalke trong mùa giải này.
Matip rời Schalke với tổng cộng 194 lần ra sân tại Bundesliga cho đội bóng này.

### Liverpool
Ngày 15 tháng 2 năm 2016, câu lạc bộ Liverpool đã chính thức xác nhận Matip sẽ gia nhập đội bóng này theo dạng chuyển nhượng tự do sau khi mùa giải 2015-16 kết thúc.

## Sự nghiệp đội tuyển quốc gia
Matip được triệu tập vào Đội tuyển bóng đá quốc gia Cameroon vào tháng 12 năm 2009 để tham dự Cúp bóng đá châu Phi 2010 nhưng anh đã từ chối vì muốn tập trung thi đấu cho câu lạc bộ.
Ngày 2 tháng 3 năm 2010, Matip đồng ý thi đấu cho đội tuyển Cameroon thay vì đội tuyển Đức. Anh có trận đấu đầu tiên cho đội tuyển Cameroon trong trận giao hữu với Ý vào tháng 3 năm 2010.
Anh là thành viên đội tuyển Cameroon tham dự World Cup 2010 tại Nam Phi. Tại giải đấu này, anh chỉ được ra sân duy nhất một lần trong trận thua Nhật Bản 1-0. Cameroon bị loại sau vòng bảng với ba trận toàn thua.
Sau trận đấu giành quyền tham dự World Cup 2014 kết thúc với chiến thắng của Cameroon trước Tunisia, Tunisia đã gửi khiếu nại lên FIFA liên quan đến việc Matip và một cầu thủ Cameroon khác là Eric Maxim Choupo-Moting tham dự trận đấu này không đủ tư cách thi đấu cho đội tuyển Cameroon nhưng FIFA sau đó đã không chấp nhận khiếu nại này.
Tháng 6 năm 2014, Matip được huấn luyện viên Volker Finke đưa vào danh sách 23 cầu thủ Cameroon tham dự World Cup 2014 tại Brasil. Anh được ra sân trong hai trận đấu vòng bảng của Cameroon với Croatia và Brasil. Anh cũng chính là người ghi bàn thắng duy nhất cho đội tuyển Cameroon tại giải đấu này trong trận thua 1-4 trước chủ nhà Brasil ngày 23 tháng 6. Đội tuyển Cameroon rời giải sau ba trận toàn thua.
Sau khi đội tuyển Cameroon bị loại khỏi vòng bảng cúp bóng đá châu Phi 2015, Joël Matip chính thức chia tay đội tuyển quốc gia sau 5 năm gắn bó, tổng cộng anh đã thi đấu 27 trận và ghi được 1 bàn thắng.

## Cuộc sống cá nhân
Matip có mẹ là người Đức và cha là cựu cầu thủ người Cameroon Jean Matip. Anh trai của anh Marvin Matip cũng là cầu thủ và Joël Matip cũng là em họ của tiền đạo Joseph-Désiré Job.

## Thống kê sự nghiệp

### Câu lạc bộ
| Câu lạc bộ                        | Câu lạc bộ          | Câu lạc bộ | Giải đấu | Giải đấu | Cúp quốc gia | Cúp quốc gia | Châu lục | Châu lục | Khác | Khác | Tổng cộng | Tổng cộng |    |
| Câu lạc bộ                        | Giải đấu            | Mùa giải   | Trận     | Bàn      | Trận         | Bàn          | Trận     | Bàn      | Trận | Bàn  | Trận      | Bàn       |    |
| Đức                               | Đức                 | Đức        | Giải đấu | Giải đấu | DFB-Pokal    | DFB-Pokal    | Châu Âu  | Châu Âu  | Khác | Khác | Tổng cộng | Tổng cộng |    |
| --------------------------------- | ------------------- | ---------- | -------- | -------- | ------------ | ------------ | -------- | -------- | ---- | ---- | --------- | --------- | -- |
| Schalke 04 II                     | Regionalliga        | 2009–10    | 3        | 1        | 0            | 0            | 0        | 0        | 0    | 0    | 3         | 1         |    |
| Schalke 04 II                     | Regionalliga        | 2010–11    | 1        | 0        | 0            | 0            | 0        | 0        | 0    | 0    | 1         | 0         |    |
| Schalke 04                        | Bundesliga          | 2009–10    | 20       | 3        | 2            | 0            | 0        | 0        | 0    | 0    | 22        | 3         |    |
| Schalke 04                        | Bundesliga          | 2010–11    | 26       | 0        | 4            | 0            | 11       | 1        | 1    | 0    | 42        | 1         |    |
| Schalke 04                        | Bundesliga          | 2011–12    | 30       | 3        | 3            | 1            | 13       | 1        | 1    | 0    | 47        | 5         |    |
| Schalke 04                        | Bundesliga          | 2012–13    | 32       | 3        | 1            | 0            | 6        | 0        | 0    | 0    | 39        | 3         |    |
| Schalke 04                        | Bundesliga          | 2013–14    | 31       | 3        | 3            | 0            | 8        | 1        | 0    | 0    | 42        | 4         |    |
| Schalke 04                        | Bundesliga          | 2014–15    | 19       | 2        | 1            | 1            | 3        | 0        | 0    | 0    | 23        | 3         |    |
| Schalke 04                        | Bundesliga          | 2015–16    | 34       | 3        | 2            | 0            | —        | —        | 5    | 1    | 41        | 4         |    |
| Tổng cộng                         | 194                 | 17         | 16       | 2        | —            | —            | 46       | 4        | 2    | 0    | 259       | 23        |    |
| Liverpool                         | 2016–17             | 28         | 1        | 0        | 0            | 3            | 0        | —        | —    | —    | —         | 31        | 1  |
| Liverpool                         | Tổng cộng           | 28         | 1        | 0        | 0            | 3            | 0        | 0        | 0    | 0    | 0         | 31        | 1  |
| Tổng cộng sự nghiệp               | Tổng cộng sự nghiệp | 226        | 19       | 16       | 2            | 3            | 0        | 46       | 4    | 2    | 0         | 295       | 25 |
| Tính đến ngày 14 tháng 5 năm 2017 |                     |            |          |          |              |              |          |          |      |      |           |           |    |

### Đội tuyển quốc gia
| Đội tuyển quốc gia                | Năm       | Trận | Bàn |
| --------------------------------- | --------- | ---- | --- |
| Cameroon                          | 2010      | 6    | 0   |
| Cameroon                          | 2011      | 3    | 0   |
| Cameroon                          | 2012      | 4    | 0   |
| Cameroon                          | 2013      | 6    | 0   |
| Cameroon                          | 2014      | 7    | 1   |
| Tổng cộng                         | Tổng cộng | 26   | 1   |
| Tính đến ngày 23 tháng 6 năm 2014 |           |      |     |

### Bàn thắng cho đội tuyển quốc gia
Bàn thắng và kết quả của Cameroon được để trước
| #  | Ngày                | Địa điểm                                      | Đối thủ | Bàn thắng | Kết quả | Giải đấu       |
| -- | ------------------- | --------------------------------------------- | ------- | --------- | ------- | -------------- |
| 1. | 23 tháng 6 năm 2014 | Sân vận động Mané Garrincha, Brasília, Brasil | Brasil  | 1–1       | 1–4     | World Cup 2014 |

## Danh hiệu

### Câu lạc bộ
Schalke 04
- DFB-Pokal: 2010–11
- DFL-Supercup: 2011

Liverpool
- Premier League: 2019–20
- FA Cup: 2021–22
- EFL Cup: 2021–22, 2023–24
- FA Community Shield: 2022
- UEFA Champions League: 2018–19
- UEFA Super Cup: 2019
- FIFA Club World Cup: 2019